# Weltmeisterschaften im Modernen Fünfkampf 1962
1962 fanden die Weltmeisterschaften im Modernen Fünfkampf in Mexiko-Stadt, Mexiko, statt.

## Herren

### Einzel
| Platz | Land        | Sportler         |
| ----- | ----------- | ---------------- |
| 1     | Sowjetunion | Eduard Sdobnikow |
| 2     | Sowjetunion | Igor Nowikow     |
| 3     | Ungarn      | Ferenc Török     |

### Mannschaft
| Platz | Land               | Sportler                                           |
| ----- | ------------------ | -------------------------------------------------- |
| 1     | Sowjetunion        | Igor Nowikow Eduard Sdobnikow Waleri Pitschuschkin |
| 2     | Ungarn             | András Balczó Imre Nagy Ferenc Török               |
| 3     | Vereinigte Staaten | John Daniels Allan Jackson Paul Pesthy             |

## Medaillenspiegel
| Platz | Land               | Goldmedaille | Silbermedaille | Bronzemedaille |
| 1     | Sowjetunion        | 2            | 1              | –              |
| 2     | Ungarn             | –            | 1              | 1              |
| 3     | Vereinigte Staaten | –            | –              | 1              |